# Joseph Listl
Joseph Listl SJ (* 21. Oktober 1929 in Mariaort; † 23. August 2013 in Unterhaching) war ein deutscher Ordensgeistlicher und Rechtswissenschaftler.

## Leben
Joseph Listl trat nach dem Abitur in den Jesuitenorden ein. Er studierte Philosophie und Theologie am Berchmanskolleg in Pullach und an der Philosophisch-Theologischen Hochschule St. Georgen. 1958 empfing er die Priesterweihe. Ab 1960 studierte Listl Rechtswissenschaft an der Universität Bonn. Das Studium schloss er 1966 mit dem Ersten Juristischen Staatsexamen ab. 1970 wurde er in Bonn bei Ulrich Scheuner promoviert.
Im Jahr 1977 habilitierte sich Listl an der Universität Bochum bei Paul Mikat.
Von 1971 bis 1997 war Listl als Gründungsdirektor Leiter des Instituts für Staatskirchenrecht der Diözesen Deutschlands in Bonn. Zugleich war er von 1977 bis zu seiner Emeritierung im Jahr 1998 Professor für Kirchenrecht an der Katholisch-Theologischen Fakultät der Universität Augsburg.
Im Jahr 1999 wurde Listl für sein wissenschaftliches Wirken mit einer Festschrift geehrt. Eine weitere Festschrift erhielt Listl zu seinem 75. Geburtstag.
Listl beschäftigte sich in seinem wissenschaftlichen Werk mit dem Verhältnis von Staat und Kirche – einerseits aus dem Blickwinkel des staatlichen Rechts und andererseits aus der Perspektive des katholischen Kirchenrechts. Neben seiner rein wissenschaftlichen Tätigkeit wirkte Listl auch als Rechtsberater der katholischen Kirche. Der Vorsitzende der Deutschen Bischofskonferenz, Erzbischof Robert Zollitsch würdigte ihn nach seinem Tod als „maßgebliche[n] katholische[n] Staatskirchenrechtler des 20. Jahrhunderts“.

## Schriften
- Kirche im freiheitlichen Staat. Schriften zum Staatskirchenrecht und Kirchenrecht (= Staatskirchenrechtliche Abhandlungen. Bd. 25). 2 Bände. Herausgegeben von Josef Isensee und Wolfgang Rüfner in Verbindung mit Wilhelm Rees. Duncker und Humblot, Berlin 1996, ISBN 3-428-08455-1.
- als Herausgeber mit Dietrich Pirson: Handbuch des Staatskirchenrechts der Bundesrepublik Deutschland. 2 Bände. 2., grundlegend neubearbeitete Auflage. Duncker und Humblot, Berlin 1994–1995, ISBN 3-428-08031-9 (Bd. 1), ISBN 3-428-08032-7 (Bd. 2).
- als Herausgeber mit Hubert Müller, Heribert Schmitz: Handbuch des katholischen Kirchenrechts. Pustet, Regensburg 1983, ISBN 3-7917-0860-0.
- als Herausgeber, Grundriss des nachkonziliaren Kirchenrechts, Pustet Regensburg 1980, ISBN 978-3-7917-0609-2.
- Kirche und Staat in der neueren katholischen Kirchenrechtswissenschaft (= Staatskirchenrechtliche Abhandlungen. Bd. 7). Duncker und Humblot, Berlin 1978, ISBN 3-428-04212-3 (Zugleich: Bochum, Universität, Habilitations-Schrift, 1977: Die Grundvorstellungen der römischen Kirchenrechtswissenschaft zum Verhältnis von Kirche und Staat vom Ende der Aufklärung bis zum Zweiten Vatikanischen Konzil.)
- Das Grundrecht der Religionsfreiheit in der Rechtsprechung der Gerichte der Bundesrepublik Deutschland (= Staatskirchenrechtliche Abhandlungen. Bd. 1). Duncker und Humblot, Berlin 1971, ISBN 3-428-02534-2 (Zugleich: Bonn, Universität, Dissertation, 1970).

## Nachweise
1. ↑  Josef Isensee, Wilhelm Rees, Wolfgang Rüfner (Hrsg.): Dem Staate was des Staates ist – der Kirche was der Kirche ist. Festschrift für Joseph Listl zum 70. Geburtstag (= Staatskirchenrechtliche Abhandlungen. Bd. 33). Duncker & Humblot, Berlin 1999, ISBN 3-428-09814-5.
2. ↑  Wilhelm Rees (Hrsg.): Recht in Kirche und Staat. Joseph Listl zum 75. Geburtstag (= Kanonistische Studien und Texte. Bd. 48). Duncker & Humblot, Berlin 2004, ISBN 3-428-11673-9.
3. ↑  Wolfgang Rüfner: Joseph Listl zum 80. Geburtstag. In: Kirche und Recht. 2, 2009, S. 272, ISSN 0947-8094.
4. ↑  Pressemitteilung der deutschen Bischofskonferenz vom 23. August 2013

| Personendaten    | Personendaten                                         |
| ---------------- | ----------------------------------------------------- |
| NAME             | Listl, Joseph                                         |
| KURZBESCHREIBUNG | deutscher Ordensgeistlicher und Rechtswissenschaftler |
| GEBURTSDATUM     | 21. Oktober 1929                                      |
| GEBURTSORT       | Mariaort                                              |
| STERBEDATUM      | 23. August 2013                                       |
| STERBEORT        | Unterhaching                                          |